# 嘉義王靈宮
嘉義王靈宮，俗稱埤仔頭五顯帝廟，是一座位在臺灣嘉義市西區，主祀五顯大帝的廟宇。

## 歷史
嘉義王靈宮，俗稱埤仔頭五顯帝廟，為嘉義西堡埤仔頭庄之五顯帝廟，主祀五顯大帝，係發源自大陸漳州侯卿庵，由陳姓祖先於1667年(明永曆二十一年)奉迎來臺並於埤仔頭組立神明會，1891年（清光緒十七年）由信士黃貴林、黃魁發起重建於陳姓先人之共業地，立名「五顯帝廟」:92—93。
日治末期的皇民化運動期間，1937年至1938年（昭和十二年至昭和十三年），嘉義市大舉毀神滅廟，所有寺廟財產統歸入濟美會所有，廟務缺人管理，廟宇前後荒廢不堪，直到戰後初期，1945年（民國三十四年）信士林川、葉臭獻等倡議境民獻金在原址重建廟宇，並合祀埤仔頭福德廟福德正神、天上聖母與王爺廟的池府王爺。並更名為埤仔頭王靈宮。:93。1958年（民國四十七年）埤仔頭境內里長，林川、林士安、曾清欽等發起組織五顯大帝管理委員會，倡議重修廟貌並增建拜亭，同年九月初一建造祈安清醮:93。1964年（民國五十三年）三月，林川、林士安等人鑒於宮廟年久失修再次倡議重建，時蒙陳梅官、陳山龍、陳庚申等多數信徒全力支持，合力組織「王靈宮重建委員會」，動工興建，於1968年（民國五十七年）完工，農曆四月一日舉行安座大典:93。1978年（民國六十七年）增建兩邊鐘鼓樓，1981年（民國七十年）增建宣道台等:93。1981年（民國七十年）至1983年（民國七十二年）連續三年起至三條崙與臺仔挖請水香遙祭祖廟。1984年（民國七十三年）九月啟建護國慶成祈安五朝清醮。1986年（民國七十五年）啟建祈安福醮。1988年（民國七十七年）啟建祈安圓醮。1990年（民國七十九年）時任副主任委員田漢彰等六人前往漳州平和縣國強鄉查察探親，證實開基五顯大帝神尊係至侯卿庵分靈至臺灣，翌年1991年（民國八十年）會同新厝仔炳靈宮組成大陸謁祖進香團至侯卿庵進香參拜。1999年（民國八十八年）遭逢九二一大地震，2000年（民國八十九年）又發生火災，而進行修建，至2001年（民國九十年）三月全部修復完成，至此，香火鼎盛，是嘉義市主要的信仰中心之一。2016年（民國一○五年）重修拜亭。2017年（民國一○六年）慶祝開基五顯大帝渡臺350週年，舉辦首巡諸羅遶境活動。同年農曆四月初一日慶祝重建安座50週年敦聘臺南延陵道壇吳政憲道長啟建護國祈安法會。2020年（民國一○九年）啟建禳災驅瘟除疫遣舟祈安法會。2021年（民國一一○年）啟建順天興國祈安法會。2022年（民國一一一年）配合行政院文化部國立傳統藝術中心二○二二年傳統藝術開枝散葉舉辦民間劇場重塑計畫。

## 奉祀神祇
主祀神明：五顯大帝，陪祀神明：註生娘娘、土地公、虎爺公、風火二將軍、水德星君、開天先人、九天蓮女、三官大帝、觀世音菩薩、玄天上帝、池府千歲、天上聖母、中壇元帥。

## 外部連結
- 嘉義王靈宮五顯帝廟的Facebook專頁